# Colegio de los Jesuitas (Oropesa)
El Colegio de los Jesuitas es un conjunto de edificios de la localidad toledana de Oropesa, en España. Cuenta con el estatus de bien de interés cultural.

## Descripción
El Colegio de Jesuitas fue fundado por Francisco Álvarez de Toledo, conde de Oropesa, virrey del Perú y mayordomo de Carlos V y Felipe II. Se trata de un edificio ubicado en la calle de la Compañía de la localidad toledana de Oropesa, que consta de iglesia y colegio. El conjunto fue construido entre 1590 y 1604, habiéndose atribuido la traza del colegio y de la iglesia a Juan de Herrera. La iglesia, denominada «de San Bernardo», habría sido diseñada en realidad por Francisco de Mora.

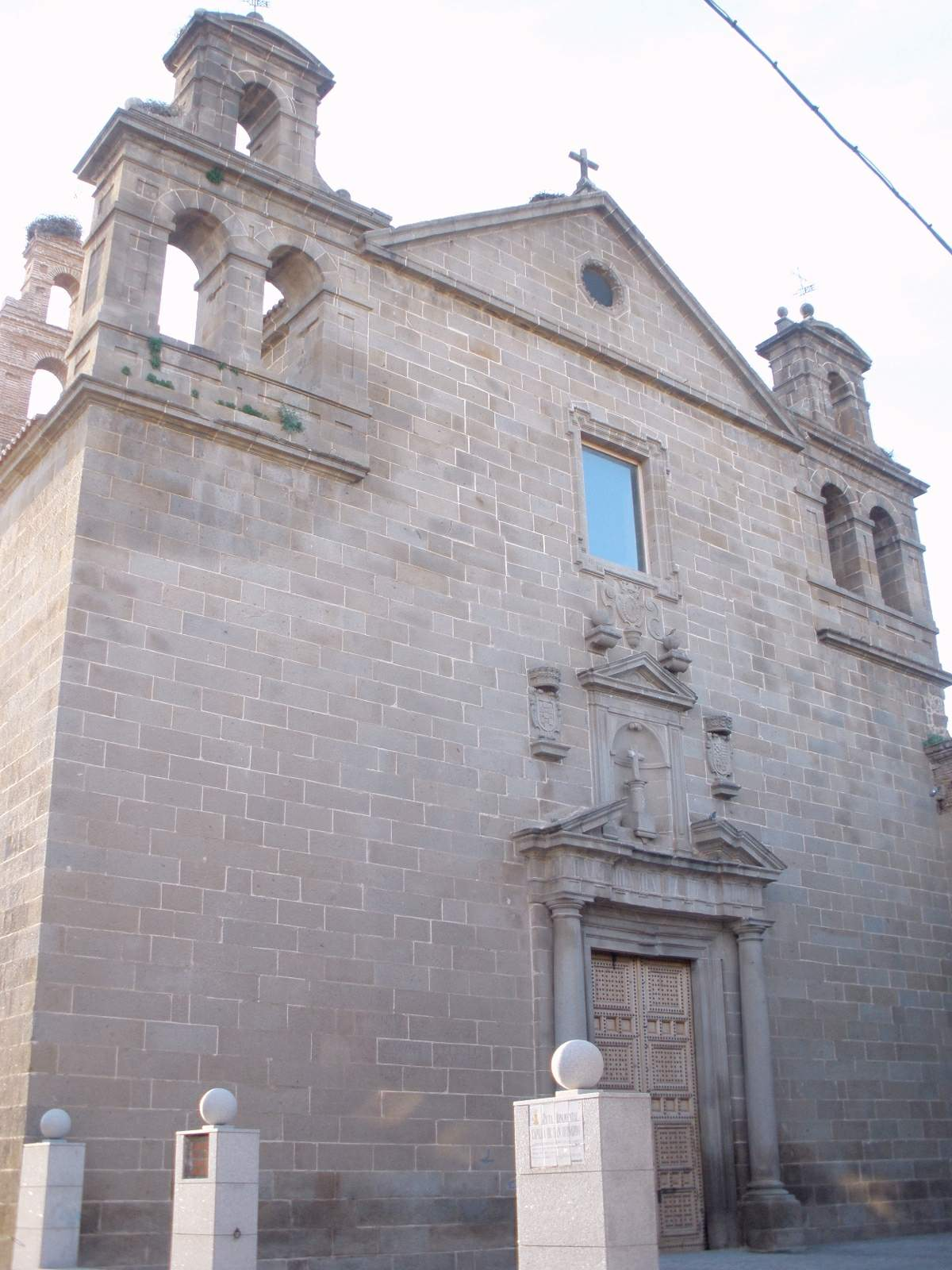
Fachada de la iglesia.

La planta del templo es de cruz latina con una esbelta nave cubierta con bóvedas de cañón y el crucero con alta cúpula que remataba en linterna, en la actualidad caída. Los muros se decoran con pilastres y entablamentos dóricos labrados en granito así como los arcos fajones y formero y los arcos de embocadura de las capillas y tribunas. En el último tramo de la nave a sus pies se sitúa el coro, apoyado en un arco rebajado. La iglesia está construida toda en fábrica de sillería finamente labrada, que exteriormente en las cuatro astiales se remata con frontón con cruz en el centro, flanqueada en los extremos por las clásicas bolas herrerianas. La fachada labrada en sillería está igualmente coronada por un frontón con óculo central. Encuadran la portada dos columnas dóricas sobre las que se apoya un entablamento rematado por un frontón partido. Sobre él se abre un nicho entre pilastras coronado, a su vez, por un frontón triangular sobre el que campea un escudo. Remata la composición el ventanal correspondiente al Coro Alto. En los laterales se sitúan dos escudos de los condes de Oropesa.

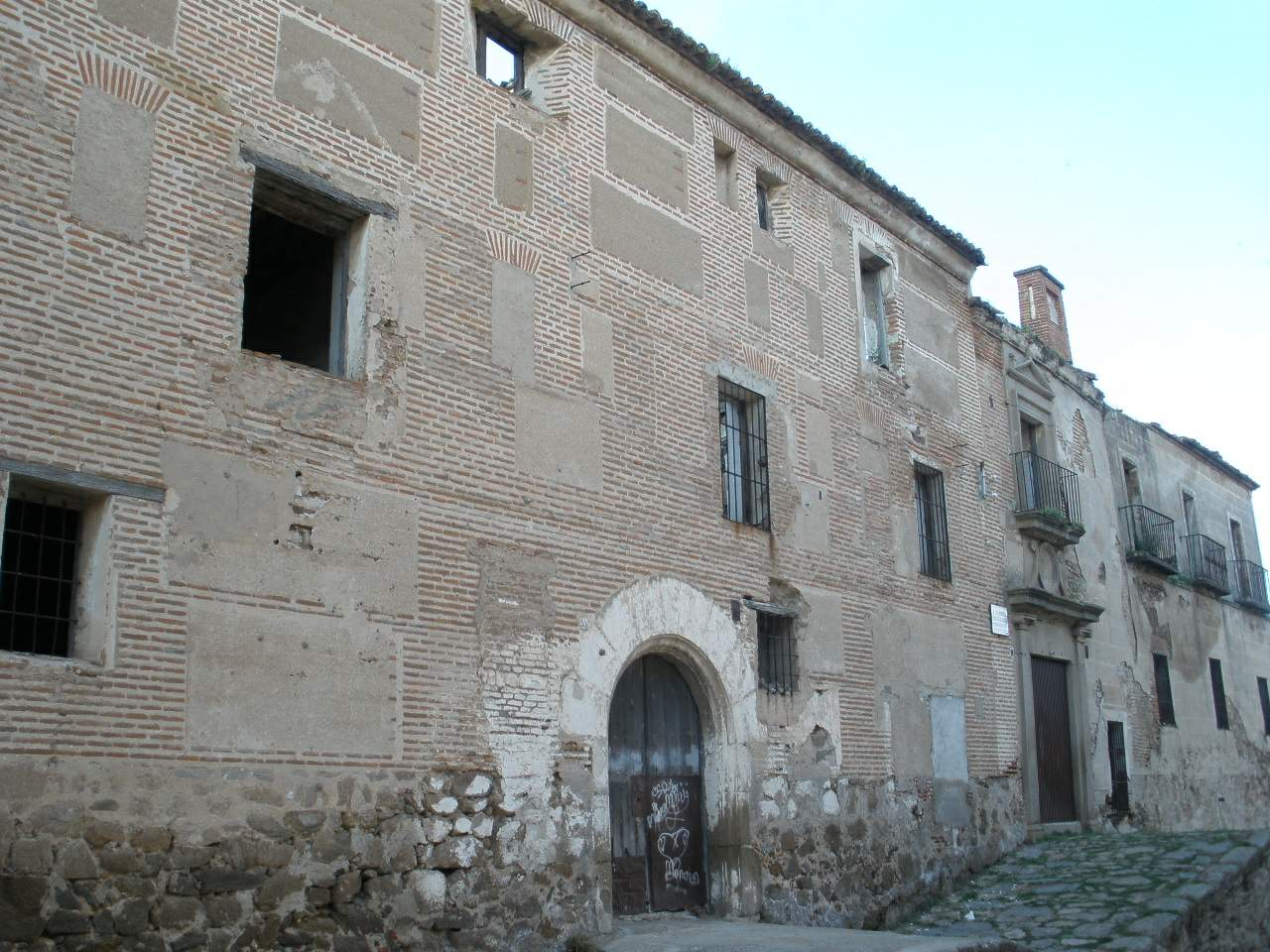
Vista del colegio.

Del colegio de los Jesuitas o de la Compañía se conserva, aparte de la planta completa, las fachadas del compás junto a la portada principal de la iglesia, en fábrica mixta de ladrillo y mampostería. Quedan una bella portada labrada en granito y restos del claustrillo de la sacristía y otras dependencias del colegio, cuya composición horizontal contribuye a valorar el esbelto cuerpo de la iglesia formando un conjunto monumental.
El conjunto fue declarado bien de interés cultural, en la categoría de monumento, el 8 de octubre de 1991, mediante un decreto publicado el día 30 de ese mismo mes en el Diario Oficial de Castilla-La Mancha (DOCM).